# Canton d'Esglandes
Le canton d'Esglandes est une ancienne circonscription administrative de la Manche.

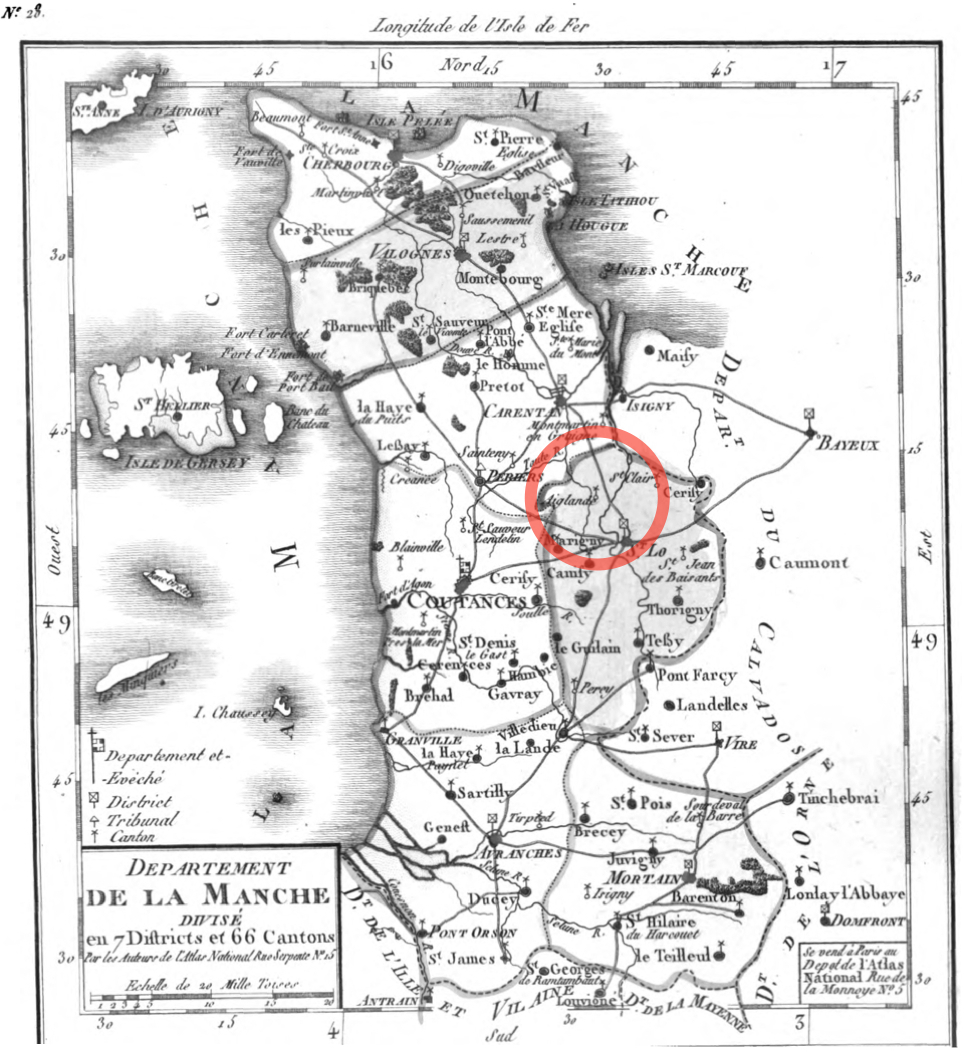
Canton d'Esglandes, 1792

## Histoire
Créé en 1790 en tant que subdivision de l'ancien district de Saint-Lô, le canton d'Esglandes fut une première fois supprimé en juin 1793 à la suite de la Convention de cette date, puis rétabli par le directoire en octobre 1795. Il fut définitivement supprimé en 1801, et rattaché en grande partie au nouveau canton de Saint-Jean-de-Daye, crée grâce à la suppression des anciens cantons de Montmartin-en-Graignes, Sainteny et Esglandes. Les communes restantes furent rattachées aux cantons de Saint-Clair-sur-l'Elle et Saint-Lô.

## Composition
Le canton d'Esglandes regroupait 17 communes :
- Amigny
- Bahais, ancienne commune, aujourd'hui Pont-Hébert
- Cavigny
- Le Dézert
- Esglandes, ancienne commune, aujourd'hui Pont-Hébert
- Le Hommet, ancienne commune, aujourd'hui Le Hommet-d'Arthenay
- Le Mesnil-Angot
- Le Mesnil-Durand, ancienne commune, aujourd'hui Pont-Hébert
- Le Mesnil-Véneron
- Saint-Aubin-de-Losque, ancienne commune, aujourd'hui Les Champs-de-Losque
- Saint-Fromond
- Saint-Jean-de-Daye
- Saint-Martin-des-Champs, ancienne commune, aujourd'hui Les Champs-de-Losque
- Saint-Pierre-d'Arthenay, ancienne commune, aujourd'hui Le Hommet-d'Arthenay
- Le Mesnil-Rouxelin, rattachées au canton de Saint-Lô (qui appartiennent aujourd'hui au canton de Saint-Lô-Ouest)
- Rampan, rattachées au canton de Saint-Lô (qui appartiennent aujourd'hui au canton de Saint-Lô-Ouest)
- La Meauffe, aujourd'hui au canton de Saint-Clair-sur-l'Elle